# Lucia Reiss
Lucia Reiss OCist (* 5. Juni 1913 in Furtwangen im Schwarzwald; † 14. August 1989 in Baden-Baden) war eine deutsche Zisterzienserin und von 1974 bis 1989 Äbtissin des Zisterzienser-Klosters Lichtenthal.

## Leben
Lucia Reiss trat 1933 als Postulantin in das Kloster Lichtenthal ein, begann 1934 ihr Noviziat und legte am 6. Januar 1938 ihre Profess ab. An den Universitäten Freiburg, Münster und Straßburg studierte sie Germanistik, Geschichte und Englisch und wurde 1944 unter Hermann Heimpel mit ihren „Studien zur Wirtschafts- u. Verfassungsgeschichte des Zisterzienserinnen-Klosters Lichtenthal (1245–1803)“ zum Dr. phil. promoviert. 1947 wurde Lucia Reiss von Äbtissin Adelgundis zur Priorin ernannt, wonach sie u. a. die Buchhaltung des Klosters auf EDV umstellen ließ. Nach dem Tod von Äbtissin Adelgundis Lohrmann 1974 wurde Lucia Reiss am 7. August 1974 zur 44. Äbtissin des Klosters Lichtenthal gewählt, die Benediktion erfolgte am 14. September 1974. Ab Ende der 1970er Jahre begann sie damit Umbauten an einem nicht mehr genutzten Ökonomiegebäude vornehmen zu lassen, um darin verschiedene Werkstätten, wie z. B. eine Paramentenstickerei und eine Weberei unterzubringen. Um Tagungen und Seminare durchführen zu können, ließ sie eigens neue Räume, sowie separate Gästezimmer einrichten. Äbtissin Lucia Reiss starb 75-jährig am 14. August 1989 an den Folgen eines Herzversagens. Ihre Nachfolgerin im Amt als Äbtissin des Klosters Lichtenthal wurde die 1989 gewählte Adelgundis Selle.

## Ergänzendes
Aus einem Brief des Freiburger Erzbischofs Hermann Schäufele an das Kloster Lichtenthal vom 16. August 1974 geht hervor, das die Weihe von Äbtissin Lucia nach der [neuen] offiziellen deutschen Ausgabe gefeiert [werden] würde, er schrieb:

„… Soeben habe ich den neuen von Rom approbierten Weihetext erhalten (der Ritus ist im Augenblick im Druck; er kann vom Liturgischen Institut in Trier bezogen werden). Ich sende ihnen ein Exemplar des Textes zu …“

## Publikation
- Lucia Reiss: Studien zur Wirtschafts- u. Verfassungsgeschichte des Zisterzienserinnen-Klosters Lichtenthal (1245–1803). Zeitschrift für die Geschichte des Oberrheins. Band 96, 1948, S. 230–306 (regesta-imperii.de [abgerufen am 8. August 2023]).